# Oclusiva epiglotal
A oclusiva epiglótica ou faríngea (ou parada) é um tipo de som consonantal, usado em algumas línguas faladas. O símbolo no Alfabeto Fonético Internacional que representa este som é ⟨ʡ⟩.
As consoantes epiglotais e faríngeas ocorrem no mesmo local de articulação. Esling (2010) descreve o som coberto pelo termo "plosiva epiglótica" como um "fechamento ativo pelo mecanismo de estenose faríngea ariepiglótica" - isto é, uma parada produzida pelas pregas ariepiglóticas dentro da faringe.

## Características
- Sua forma de articulação é oclusiva, ou seja, produzida pela obstrução do fluxo de ar no trato vocal.[1]
- Como a consoante também é oral, sem saída nasal, o fluxo de ar é totalmente bloqueado e a consoante é uma plosiva.[1]
- Seu local de articulação é epiglótico, o que significa que está articulado com as pregas ariepiglóticas contra a epiglote.[1][2]
- Não tem fonação definida, embora seja tipicamente surdo, o que significa que é produzido sem vibrações das cordas vocais.[1]
- As "paradas" epiglotais expressas tendem a ser retalhos epiglotais. É uma consoante oral, o que significa que o ar só pode escapar pela boca.[1]
- É uma consoante central, o que significa que é produzida direcionando o fluxo de ar ao longo do centro da língua, em vez de para os lados.[1][2]
- O mecanismo da corrente de ar é pulmonar, o que significa que é articulado empurrando o ar apenas com os pulmões e o diafragma, como na maioria dos sons.[1]

## Ocorrência
| Língua  | Língua            | Palavra       | AFI           | Significado | Notas                                 |
| ------- | ----------------- | ------------- | ------------- | ----------- | ------------------------------------- |
| Alyutor | Alyutor           | [ʡujamtawilʔ] | [ʡujamtawilʔ] | Povo        |                                       |
| Amis    | Amis              | 'u'ure        | [ʡuʡuɺ̠ᵊ]      | Neblina     | Pode ter liberação vibrante, [ʡʢ].    |
| Archi   | Archi             | гӀарз/g'arz   | [ʡarz]        | Reclamação  |                                       |
| Dahalo  | Dahalo            | [ndoːʡo]      | [ndoːʡo]      | Piso        |                                       |
| Haida   | Northern dialects | g̱antl         | [ʡʌntɬ]       | Água        | Corresponde a /q/ em dialetos do sul. |
| Jah Hut | Jah Hut           | [ɲɔˑhɔˑʡ]     | [ɲɔˑhɔˑʡ]     | Árvore      |                                       |